# Yasuhiro Katō
Yasuhiro Katō (jap. 加藤康弘 Katō Yasuhiro; ur. 13 maja 1986 w Gamagōri, Japonia) – japoński piłkarz, grający na pozycji ofensywnego pomocnika.

## Kariera piłkarska

### Kariera klubowa
Wychowanek klubu Nagoya Grampus. Występował w uniwersyteckiej drużynie Hamamatsu. W 2009 rozpoczął profesjonalną karierę piłkarską w A.C. Nagano Parceiro, skąd w następnym roku przeszedł do tajskiego Osotspa Saraburi F.C. Po pół roku zmienił klub na Royal Thai Army. W marcu 2011 wyjechał do Łotwy, gdzie został piłkarzem FB Gulbene. 7 lipca 2011 przeniósł się do FK Ventspils.
W lutym 2012 podpisał 2-letni kontrakt z ukraińskim klubem Howerła-Zakarpattia Użhorod. 26 września 2013 roku Japończyk podpisał roczny kontrakt ze Stomilem Olsztyn.
W lipcu 2016 został zawodnikiem Motoru Lublin.

## Sukcesy i odznaczenia

### Sukcesy klubowe
- Mistrz Łotwy: 2011